# Kemer, Bodrum
Kemer là một xã thuộc huyện Bodrum, tỉnh Muğla, Thổ Nhĩ Kỳ. Dân số thời điểm năm 2011 là 389 người.